# Futbol Club Barcelona Bàsquet 2013-2014
Questa voce raccoglie le informazioni riguardanti il Futbol Club Barcelona Bàsquet nelle competizioni ufficiali della stagione 2013-2014.

## Stagione
La stagione 2013-2014 del Futbol Club Barcelona Bàsquet è la 56ª nel massimo campionato spagnolo di pallacanestro, la Liga ACB.

## Roster
Aggiornato al 14 luglio 2018.
| FC Barcelona 2013-14 | FC Barcelona 2013-14 |
| Giocatori            | Staff tecnico        |
| -------------------- | -------------------- |

| N. | Naz.                                        | Ruolo | Nome                    | Anno | Alt.   | Peso   |  |
| -- | ------------------------------------------- | ----- | ----------------------- | ---- | ------ | ------ |  |
| 00 | Stati Uniti (bandiera) · Georgia (bandiera) | P     | Jacob Pullen            | 1989 | 183 cm | 90 kg  |  |
| 6  | Stati Uniti (bandiera)                      | AC    | Joey Dorsey             | 1983 | 203 cm | 125 kg |  |
| 8  | Spagna (bandiera)                           | P     | Víctor Sada             | 1984 | 192 cm | 90 kg  |  |
| 9  | Brasile (bandiera) · Italia (bandiera)      | P     | Marcelinho Huertas      | 1983 | 190 cm | 85 kg  |  |
| 10 | Spagna (bandiera)                           | AP    | Álex Abrines            | 1993 | 198 cm | 86 kg  |  |
| 11 | Spagna (bandiera)                           | G     | Juan Carlos Navarro (C) | 1980 | 192 cm | 82 kg  |  |
| 14 | Montenegro (bandiera) · Spagna (bandiera)   | AC    | Marko Todorović         | 1992 | 210 cm | 111 kg |  |
| 16 | Grecia (bandiera)                           | AP    | Kōstas Papanikolaou     | 1990 | 204 cm | 107 kg |  |
| 23 | Croazia (bandiera)                          | GA    | Mario Hezonja           | 1995 | 203 cm | 100 kg |  |
| 24 | Stati Uniti (bandiera) · Spagna (bandiera)  | G     | Brad Oleson             | 1983 | 191 cm | 88 kg  |  |
| 25 | Slovenia (bandiera)                         | C     | Erazem Lorbek           | 1984 | 208 cm | 113 kg |  |
| 30 | Polonia (bandiera) · Spagna (bandiera)      | C     | Maciej Lampe            | 1985 | 210 cm | 125 kg |  |
| 34 | Slovenia (bandiera)                         | A     | Boštjan Nachbar         | 1980 | 206 cm | 103 kg |  |
| 44 | Croazia (bandiera)                          | C     | Ante Tomić              | 1987 | 217 cm | 110 kg |  |

| Allenatore                                                                          |
| - Xavi Pascual                                                                      |
| Assistente/i                                                                        |
| - David García - Iñigo Zorzano Legenda - (C) Capitano - (IN) Inattivo - Infortunato |

## Mercato

### Sessione estiva
| Acquisti | Acquisti            | Acquisti         | Acquisti                   | Acquisti |
| R.a      | Nome                | da               | Modalità                   |          |
| -------- | ------------------- | ---------------- | -------------------------- | -------- |
| P        | Jacob Pullen        | Virtus Bologna   | definitivo                 |          |
| AP       | Kōstas Papanikolaou | Olympiakos       | definitivo (1.5 milioni €) |          |
| AC       | Joey Dorsey         | Gaziantep BŞB    | definitivo                 |          |
| A        | Boštjan Nachbar     | Bamberger        | definitivo                 |          |
| C        | Maciej Lampe        | Saski Baskonia   | definitivo                 |          |
| AG       | Iván García         | Barcellona B     | fine prestito              |          |
| AG       | Emir Sulejmanović   | Olimpija Lubiana | definitivo                 |          |

| Cessioni | Cessioni              | Cessioni         | Cessioni       | Cessioni |
| R.       | Nome                  | a                | Modalità       |          |
| -------- | --------------------- | ---------------- | -------------- | -------- |
| AG       | C.J. Wallace          | Olimpia Milano   | fine contratto |          |
| P        | Šarūnas Jasikevičius  | Žalgiris Kaunas  | fine contratto |          |
| AP       | Marcus Eriksson       | Manresa          | prestito       |          |
| AP       | Joe Ingles            | Maccabi Tel Aviv | fine contratto |          |
| AP       | Xavi Rabaseda         | Estudiantes      | fine contratto |          |
| C        | Loukas Maurokefalidīs | Panathīnaïkos    | fine contratto |          |
| AP       | Pete Mickeal          | Free agent       | fine contratto |          |
| C        | Nathan Jawai          | Galatasaray      | fine contratto |          |
| AG       | Iván García           | Ourense          | fine contratto |          |
| C        | Papa Mbaye            | Barcellona B     | fine contratto |          |
| AG       | Emir Sulejmanović     | Barcellona B     | prestito       |          |
| G        | Marc García           | Barcellona B     | prestito       |          |